# Messier 9
Messier 9 (M9, NGC 6333) és un cúmul globular visible a la constel·lació del Serpentari. Va ser descobert per Charles Messier en 1764. Es troba a 5.500 anys llum del centre de la Via Làctia i a 25.800 anys llum de la Terra.
La seva magnitud conjunta en banda B (filtre blau) és igual a 9,36, la seva magnitud en banda V (filtre verd) és igual a 8,42; el seu tipus espectral és Ne. Fotogràficament s'aprecia de color groguenc a causa de la gran quantitat d'estrelles gegants vermelles (de color groguenc o daurat) que conté. De la seva velocitat radial respecte al Sol, 229,1 km/s, es dedueix que s'allunya del sistema solar a més 824.460 km/h.
Es tracta d'un cúmul visible amb binoculars amb molt bones condicions atmosfèriques. Amb un telescopi de 200 mm de diàmetre es poden resoldre algunes de les seves estrelles. En el seu interior s'han descobert 19 estrelles variables.